# Policijska uprava Kranj
Policijska uprava Kranj je policijska uprava slovenske policije s sedežem na Bleiweisovi cesti 3 (Kranj). Trenutni (2017) direktor uprave je mag. Boštjan Glavič.

## Zgodovina
Policijska uprava je bila ustanovljena 27. februarja 1999, ko je pričel veljati Odlok o ustanovitvi, območju in sedežu policijskih uprav v Republiki Sloveniji.

## Organizacija

### Splošne postaje
Pod policijsko upravo Kranj spada 7 policijskih postaj, in sicer:
- Policijska postaja Bled (ustanovljena 1. oktobra 2008 z reorganiziranjem Policijskega oddelka Bled)[2]
  - Policijska pisarna Bohinjska Bistrica
- Policijska postaja Jesenice
  - Policijska pisarna Žirovnica
- Policijska postaja Kranj
  - Policijska pisarna Cerklje
  - Policijska pisarna Naklo
  - Policijska pisarna Preddvor
  - Policijska pisarna Šenčur
- Policijska postaja Kranjska Gora
  - Policijska pisarna Mojstrana
- Policijska postaja Radovljica
- Policijska postaja Škofja Loka
  - Policijska pisarna Žiri
  - Policijska pisarna Železniki
- Policijska postaja Tržič

### Posebne postaje
- Policijska postaja za izravnalne ukrepe Kranj
- Postaja letališke policije Brnik
- Postaja mejne policije Karavanke
- Postaja prometne policije Kranj